# Liste des distinctions de Got7
Cet article est la liste des récompenses et des nominations de Got7.
Got7 (en coréen: 갓세븐; romanisé: Gatsebeun; stylisé: GOT7) est un boys band Hip-hop K-pop basé en Corée du Sud. Formé par JYP Entertainment le 16 janvier 2014, Got7 a sept membres: JB (leader), Mark, Jinyoung, Jackson, Youngjae, BamBam et Yugyeom.

## En Corée

### Asia Artist Awards
| Année | Catégorie                        | Bénéficiaire | Résultat   |
| ----- | -------------------------------- | ------------ | ---------- |
| 2016  | Popularity Award (Singer)        | Got7         | Nomination |
| 2017  | Popularity Award (Singer)        | Got7         | Nomination |
| 2018  | Artist of the Year – Music       | Got7         | Lauréat    |
| 2018  | Best Popular Award – Music       | Got7         | Lauréat    |
| 2019  | Performane of the year (Daesang) | Got7         | Lauréat    |
| 2019  | Best K-Culture Singer Award      | Got7         | Lauréat    |

### Gaon Chart K-Pop Awards
| Année | Catégorie                              | Travail nommé           | Résultat   |
| ----- | -------------------------------------- | ----------------------- | ---------- |
| 2015  | Rookie of the Year                     | Got7                    | Nomination |
| 2015  | Artist of the Year (Album)             | Identify                | Nomination |
| 2017  | Artist of the Year (Album) 1st quarter | Flight Log : Departure  | Lauréat    |
| 2017  | Artist of the Year (Album) 3rd quarter | Flight Log : Turbulence | Nomination |
| 2018  | Artist of the year(1st Quarter)        | Flight Log : Arrival    | Nomination |
| 2018  | Hot Performance Of The Year            | Got7                    | Lauréat    |
| 2018  | World Hallyu Star                      | Got7                    | Lauréat    |
| 2019  | Artist Of The Year(1ST Quarter)        | Eyes On You             | Nomination |
| 2019  | Artist Of The Year(3rd Quarter)        | Present:You             | Nomination |
| 2020  | Artist Of The Year(2nd Quarter)        | Spinning Top            | Nomination |

### Golden Disk Awards
| Année | Catégorie                       | Travail nommé         | Résultat   |
| ----- | ------------------------------- | --------------------- | ---------- |
| 2015  | Best New Artist                 | Got7                  | Lauréat    |
| 2015  | Disk Bonsang                    | Got Love              | Nomination |
| 2015  | China Goodwill Star Award       | Got7                  | Lauréat    |
| 2016  | Disk Bonsang                    | Mad                   | Nomination |
| 2016  | Popularity Award (Korea)        | Got7                  | Nomination |
| 2016  | Global Popularity Award         | Got7                  | Nomination |
| 2017  | Disc Daesang                    | Flight Log:Turbulence | Nomination |
| 2017  | Disc Bonsang                    | Flight Log:Turbulence | Lauréat    |
| 2017  | Popularity Award                | Got7                  | Nomination |
| 2017  | Asian Choice Popularity Award   | Got7                  | Nomination |
| 2018  | Disc Daesang                    | Flight Log:Arrival    | Nomination |
| 2018  | Disc Bonsang                    | Flight Log:Arrival    | Lauréat    |
| 2018  | Global Popularity Award         | Got7                  | Nomination |
| 2019  | Disc Daesang                    | Eyes On You           | Nomination |
| 2019  | Disc Bonsang                    | Eyes On You           | Lauréat    |
| 2019  | Popularity Award                | Got7                  | Nomination |
| 2019  | NetEase Most Popular K-pop Star | Got7                  | Nomination |
| 2020  | Disc Bonsang                    | Spinning Top          | Lauréat    |
| 2020  | Disc Daesang                    | Spinning Top          | Nomination |

### Mnet Asian Music Awards
| Année | Catégorie                         | Travail nommé | Résultat   |
| ----- | --------------------------------- | ------------- | ---------- |
| 2014  | Best New Artist                   | Got7          | Nomination |
| 2014  | BC - UnionPay Artist of the Year  | Got7          | Nomination |
| 2015  | Best Dance Performance Male Group | If You Do     | Nomination |
| 2015  | UnionPay Song of the Year         | If You Do     | Nomination |
| 2016  | Worldwide Favorite Artist Award   | Got7          | Lauréat    |

### SBS MTVBest Of the Best
| Année | Catégorie       | Travail nommé | Résultat |
| ----- | --------------- | ------------- | -------- |
| 2014  | Best New Artist | Got7          | Lauréat  |

### Seoul Music Awards
| Année | Catégorie            | Travail nommé | Résultat   |
| ----- | -------------------- | ------------- | ---------- |
| 2015  | Bonsang Award        | Got Love      | Nomination |
| 2015  | Rookie Award         | Got7          | Lauréat    |
| 2015  | Popularity Award     | Got7          | Nomination |
| 2015  | Hallyu Special Award | Got7          | Nomination |
| 2016  | Bonsang Award        | Mad           | Nomination |
| 2016  | Popularity Award     | Got7          | Nomination |
| 2016  | Hallyu Special Award | Got7          | Nomination |

### SBS Awards Festival
| Année | Catégorie                        | Travail nommé | Résultat |
| ----- | -------------------------------- | ------------- | -------- |
| 2015  | Chinese Netizen Popularity Award | Got7          | Lauréat  |

## À l'international

### Fashion Power Awards
| Année | Catégorie                       | Travail nommé | Résultat |
| ----- | ------------------------------- | ------------- | -------- |
| 2015  | Asia Style Best Influence Group | Got7          | Lauréat  |

### MTV Europe Music Awards
| Année | Catégorie          | Travail nommé | Résultat   |
| ----- | ------------------ | ------------- | ---------- |
| 2015  | Best Korean Act    | Got7          | Nomination |
| 2016  | Best Worldwide Act | Got7          | Lauréat    |
| 2016  | Best Korean Act    | Got7          | Nomination |

### SEED Awards
| Année | Catégorie                        | Travail nommé | Résultat |
| ----- | -------------------------------- | ------------- | -------- |
| 2015  | Popular Asian Artist of the Year | Got7          | Lauréat  |

### SBS PopAsiaAwards
| Année | Catégorie        | Travail nommé | Résultat   |
| ----- | ---------------- | ------------- | ---------- |
| 2015  | Best Male Group  | Got7          | Nomination |
| 2015  | Song of the Year | Just Right    | Nomination |

### Top Chinese Music Festival
| Année | Catégorie                                         | Travail nommé | Résultat |
| ----- | ------------------------------------------------- | ------------- | -------- |
| 2015  | Most Promising Newcomer Award (Overseas Category) | Got7          | Lauréat  |

### YinYue V-Chart Awards
| Année | Catégorie            | Travail nommé | Résultat |
| ----- | -------------------- | ------------- | -------- |
| 2015  | Best Korean Newcomer | Got7          | Lauréat  |

### Youku Night Awards
| Année | Catégorie             | Travail nommé | Résultat |
| ----- | --------------------- | ------------- | -------- |
| 2015  | New Asian Group Award | Got7          | Lauréat  |

### JOOX Tailand Music Awards
| Année | Catégorie                | Travail nommé | Résultat |
| ----- | ------------------------ | ------------- | -------- |
| 2018  | K-pop Artist of The Year | Got7          | Lauréat  |
| 2019  | K-pop Artist of The Year | Got7          | Lauréat  |

## Programmes de classements musicaux

### The Show
| Année | Date       | Chanson      |
| ----- | ---------- | ------------ |
| 2015  | 6 octobre  | "If You Do", |
| 2015  | 13 octobre | "If You Do", |
| 2015  | 20 octobre | "If You Do", |
| 2016  | 29 mars    | "Fly",       |
| 2016  | 5 avril    | "Fly",       |
| 2016  | 18 octobre | "Hard Carry" |

### M! Countdown
| Année | Date         | Chanson      |
| ----- | ------------ | ------------ |
| 2016  | 31 mars      | "Fly"        |
| 2016  | 6 octobre    | "Hard Carry" |
| 2017  | 23 mars      | "Never Ever" |
| 2018  | 27 septembre | "Lullaby"    |
| 2018  | 4 octobre    | "Lullaby"    |

### Music Bank
| Année | Date         | Chanson      |
| ----- | ------------ | ------------ |
| 2016  | 1er avril    | "Fly"        |
| 2016  | 7 octobre    | "Hard Carry" |
| 2017  | 24 mars      | "Never Ever" |
| 2018  | 23 mars      | "Look"       |
| 2018  | 28 septembre | "Lullaby"    |
| 2018  | 5 octobre    | "Lullaby"    |

### Inkigayo
| Année | Date         | Chanson      |
| ----- | ------------ | ------------ |
| 2016  | 3 avril      | "Fly"        |
| 2016  | 9 octobre    | "Hard Carry" |
| 2018  | 30 septembre | "Lullaby"    |

### Show! Music Core
| Année | Date         | Chanson   |
| ----- | ------------ | --------- |
| 2018  | 29 septembre | "Lullaby" |